# Domenichino
Domenichino, egentligen Domenico Zampieri, född 21 oktober 1581 i Bologna, död 6 april 1641 i Neapel, var en italiensk målare, verksam i Rom.

## Biografi
Domenichino var först elev till Denis Calvaert och senare Annibale Carracci. Som medhjälpare till dessa arbetade han efter 1602 med dekorerandet av Palazzo Farnese i Rom. Här mottog han snart självständiga uppdrag och utförde fresker i flera romerska kyrkor samt i Villa Belvedere vid Frascati. Omkring 1620 tillkom hans främsta arbeten på detta område; framställningar i San Luigi dei Francesi och i Santa Maria in Trastevere där han visar sig som en betydande monumentalkonstnär. Den grandiosa freskcykeln i Sant'Andrea della Valle har ansetts som en av barockens främsta dekorativa verk. I detta arbete märks särskilt de fyra evangelisterna under kupolen. 
I motsats till Pietro da Cortona och hans krets strävade Domenichino efter klarhet, lugn och jämvikt i sina tavlor. I sina oljemålningar arbetade han med stiliseringar av naturen i stora, rena linjer, något som fick betydelse för den framtida konsten, och influerade bland andra Nicolas Poussin. Domenichino var i Rom den ledande företrädaren för Bolognaskolan, men visar samtidigt i sina religiösa bilder, såsom den kända Hieronymus kommunion (1614 i Vatikanens pinakotek) sitt oberoende av skolan. Av hans mytologiska motiv märks främst den 1621 målade Dianas jakt i Villa Borghese. Som porträttör var Domenichino inte minst betydande. Från 1621 var han även Vatikanens arkitekt. Han kallades 1631 till Neapel; hans där tillkomna fresker visar dock en avmattning ur konstnärligt hänseende.

## Bilder

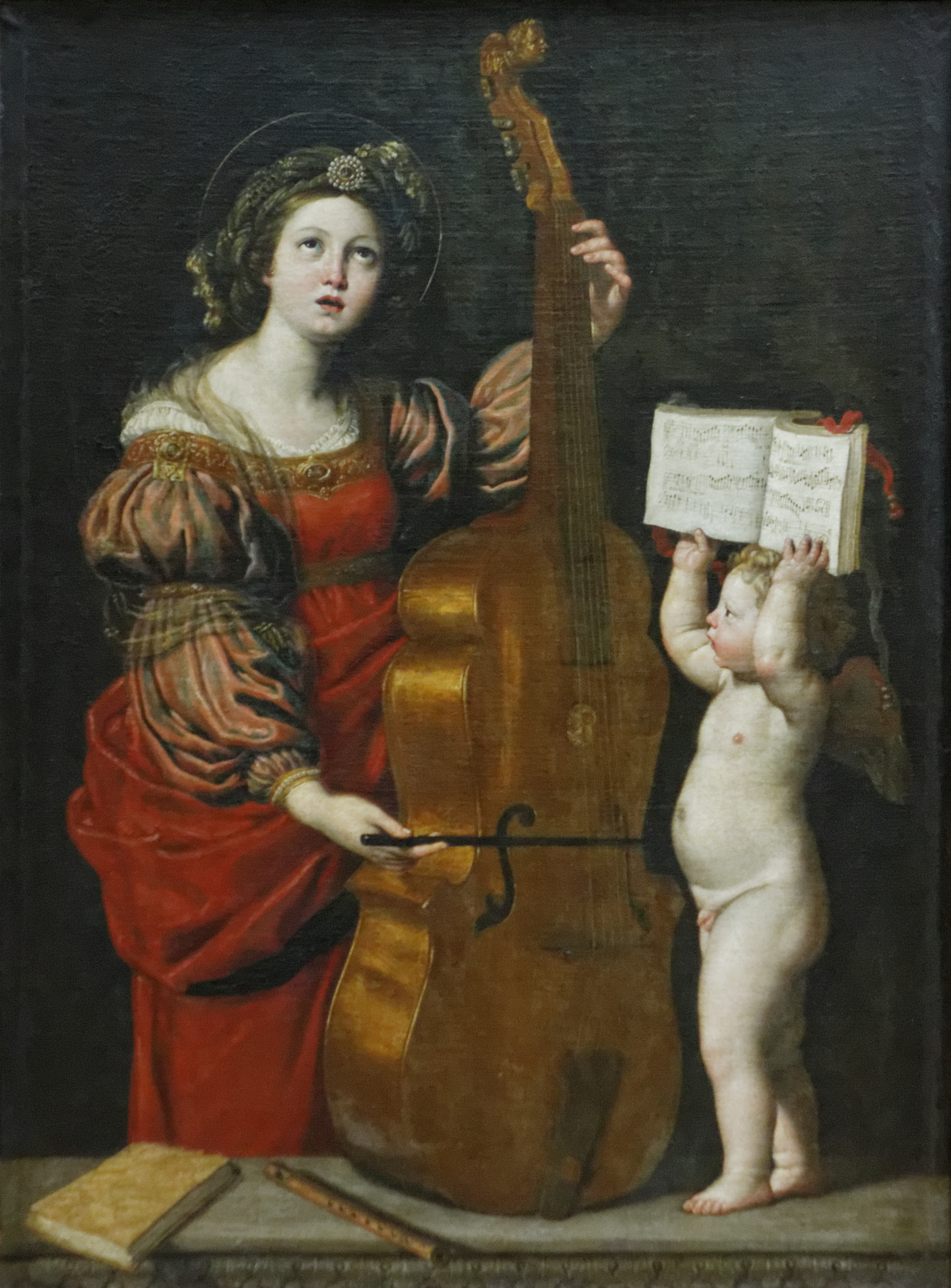
Den heliga Cecilia, Louvren, Paris.
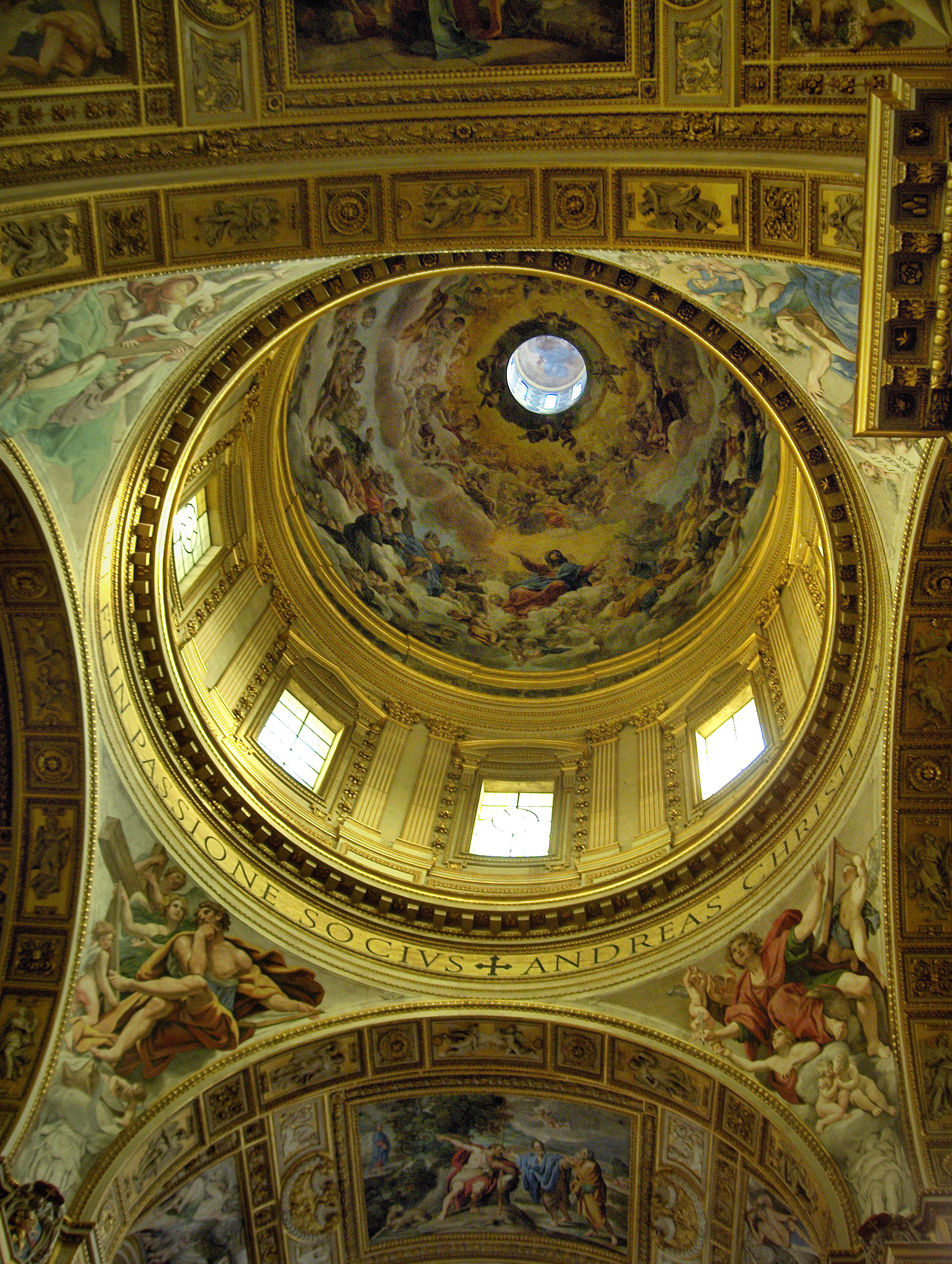
De fyra evangelisterna i kupolens pendentiv i Sant'Andrea della Valle.
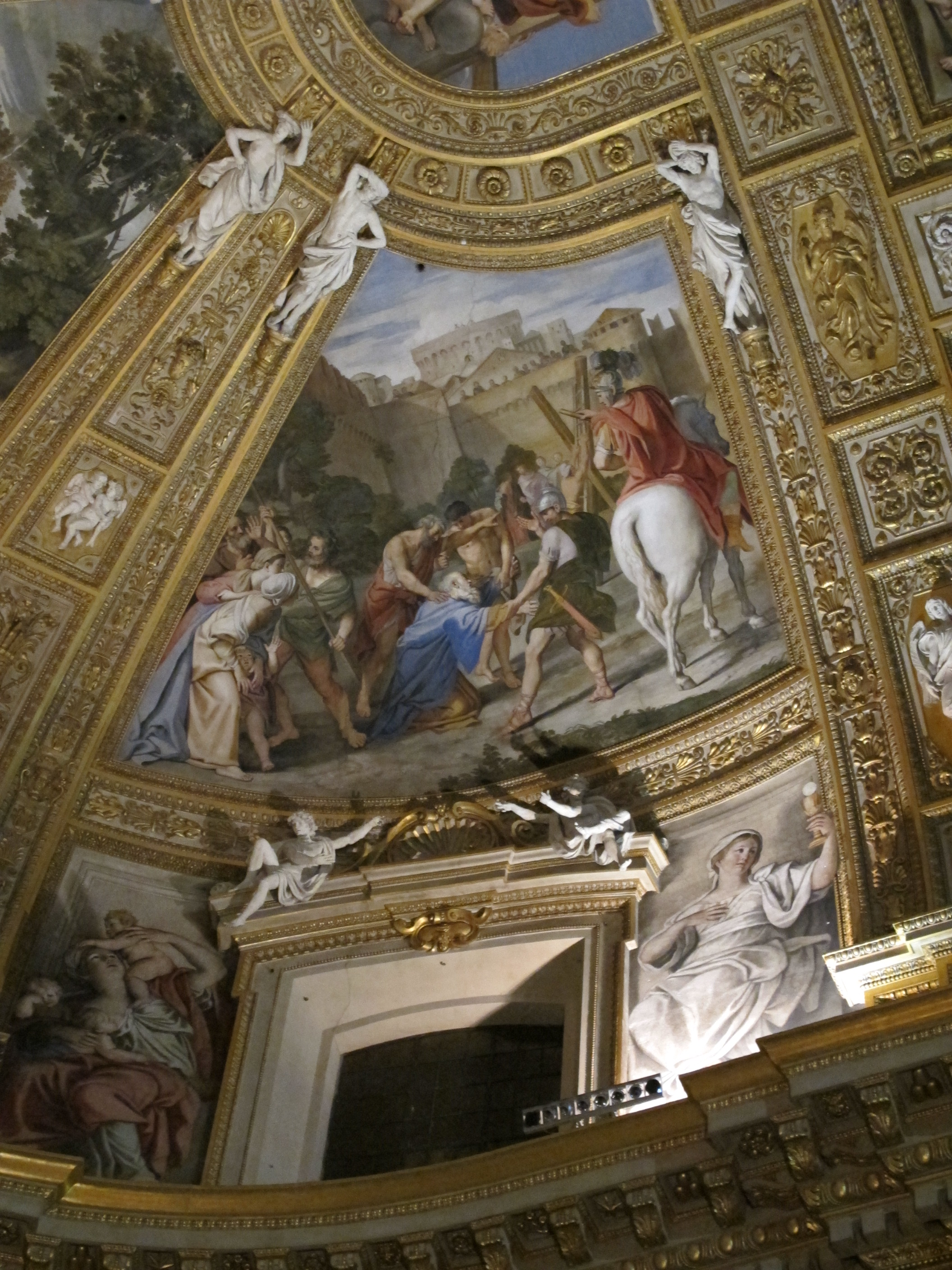
Den helige Andreas martyrium, Sant'Andrea della Valle.